# Fjällräven Classic

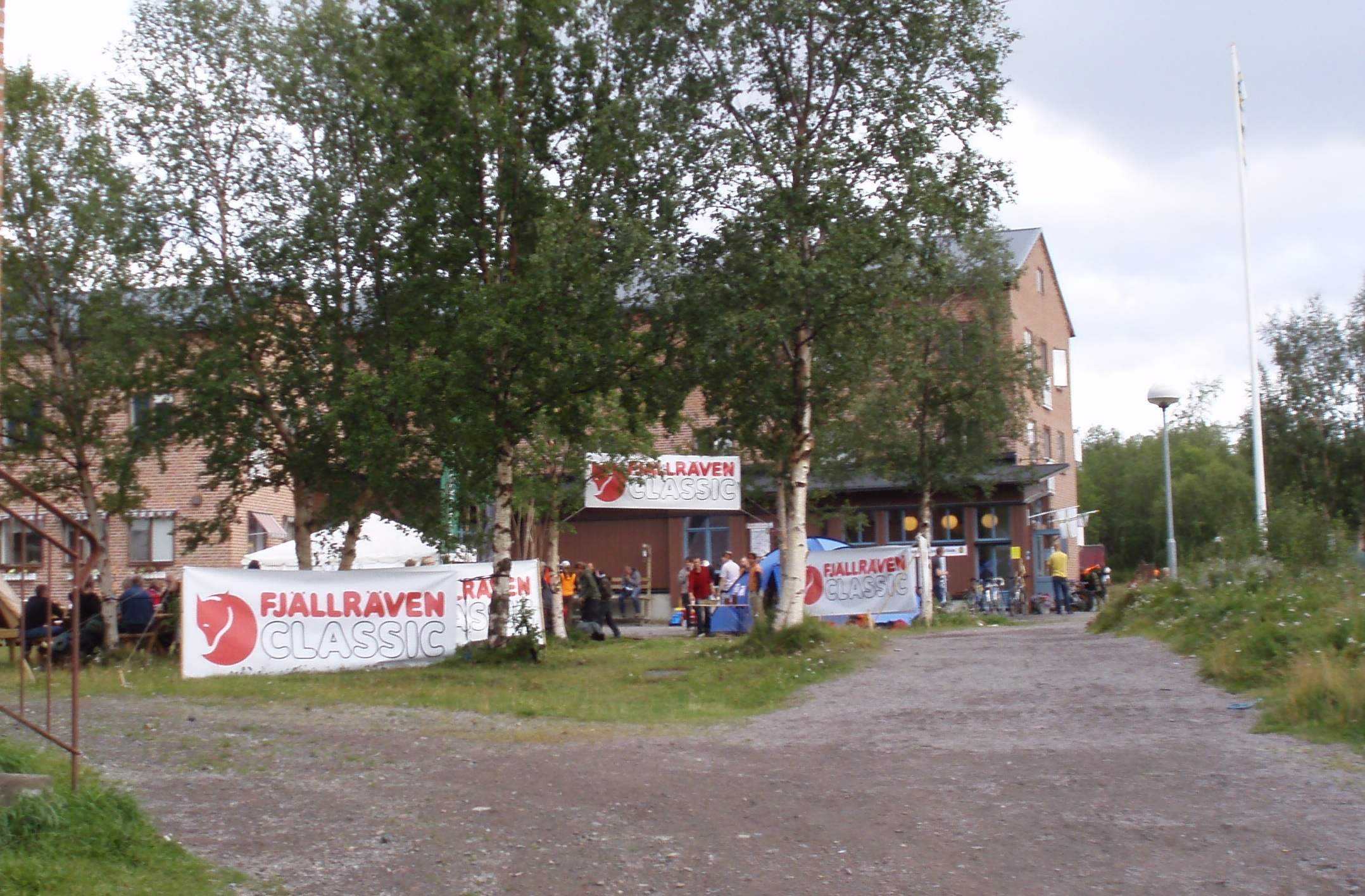
Zieleinlauf der Fjällräven Classic 2007 an der Abisko Turiststation

Der Fjällräven Classic ist ein Trekking-Wettbewerb, der in Schweden seit 2005 jährlich vom Outdoorausrüstungshersteller Fjällräven veranstaltet wird. An ihm nehmen mehr als 2000 Teilnehmer aus rund 30 Ländern teil. Fjällräven Classic gilt als das beliebteste Weitwander-Event der Welt und Kult-Trekking-Event.
Seit 2019 werden unter demselben Namen auch in anderen Ländern Trekking-Wettbewerbe angeboten (z. B. die Fjällräven Classic USA in den USA).

## Schweden
Quelle: Fjällräven
Die Teilnehmer laufen vom Startpunkt Nikkaluokta auf dem Dag Hammarskjöld-Leden (von Singi bis Abisko identisch mit dem Kungsleden) zum 110 km entfernten Ziel in Abisko. Die Strecke führt entlang folgender Kontrollpunkte:
- Nikkaluokta
- Kebnekaise fjällstation
- Singi
- Sälka
- nahe Tjäktja-Hütte
- Alesjaure
- nahe Kieron-Hütte
- Abisko

2011 haben sich 2323 Teilnehmer beteiligt. Zu den Regeln des Wettbewerbs gehört, dass in den Fjällstationen oder den Hütten am Weg nicht übernachtet werden darf. Die Teilnehmer müssen Zelt oder Biwaksack, Schlafsack, Isomatte, Essen, Kocher, Brennstoff, Karte und Kompass, ein Erste-Hilfe-Kit, Mütze und Handschuhe, Regenzeug und eine wärmende Jacke mitführen. Die gemeinsame Benutzung von Zelt und Kocher in einer Gruppe ist zulässig. Zu bestimmten Zeiten kann Essen und Brennstoff an einigen Kontrollpunkten ergänzt werden.

## Dänemark
Quelle: Fjällräven
Die Wanderung in Dänemark dauert drei Tage und ist 75 Kilometer lang. Die Strecke verläuft über folgende Streckenabschnitte:
1. Faldsled-Osterupgaard
2. Olsterupgaard-Holstenhuus
3. Holstenhuus-Praestens Skov
4. Praestens Skov-Egebjerg
5. Egebjerg-Svendsforgsbroen
6. Svendsforgsbroen-Bjornemose Gods

## United Kingdom
Quelle: Fjällräven

Die Route durch den Cairngorms-Nationalpark dauert drei Tage. Für 2020 war eine 60 Kilometer lange Route über folgende Streckenabschnitte angesetzt:
1. Blair Atholl – Clachghlas
2. Clachghlas – Glen Loch Junction
3. Glen Loch Junction – Bynack Fords
4. Bynack Fords – Corrour Bothy
5. Corrour Bothy – Lairig Ghru
6. Lairig Ghru – Glenmore Lodge

## Deutschland
Eine deutsche Variante der Fjällräven Classic ist ab 2020 im Allgäu geplant.
Nach Angaben des Veranstalters (Stand Ende 2019) werden es unter dem Namen „Fjällräven Classic Deutschland“ drei Tage bei 57 Kilometern Länge sein, die Strecke verläuft über folgende Streckenabschnitte:
1. Immenstadt – Kemptner Naturfreunde Haus
2. Kemptner Naturfreunde Haus – Obere Klammalpe
3. Obere Klammalpe – Oberstaufen / Hochgratbahn
4. Oberstaufen / Hochgratbahn – Buchenegger Waterfall
5. Buchenegger Waterfall – Oberstaufen / Kalzhofen
6. Oberstaufen / Kalzhofen – Alpseeblick
7. Alpseeblick – Immenstadt

## Andere Länder
Weitere Veranstaltungen sind für 2020 in Südkorea, Schottland und China geplant.